# Hrabstwo Lyon (Iowa)

Piramida wieku hrabstwa

Hrabstwo Lyon – hrabstwo położone w USA w stanie Iowa z siedzibą w mieście Rock Rapids. Założone 15 stycznia 1851 roku.

## Miasta i miejscowości
| - Alvord - Doon | - George - Inwood | - Larchwood - Lester | - Little Rock - Rock Rapids |

## Drogi główne
- U.S. Highway 18
- U.S. Highway 75
- Iowa Highway 9
- Iowa Highway 182

## Sąsiednie hrabstwa
- Hrabstwo Rock
- Hrabstwo Nobles
- Hrabstwo Osceola
- Hrabstwo Sioux
- Hrabstwo Lincoln
- Hrabstwo Minnehaha